# TV 픽업 현상
TV 픽업 현상(TV pickup)이란 영국에서 많은 사람들이 동시에 텔레비전 프로그램을 시청할 때 전력 계통의 수요가 순간적으로 폭증하는 현상이다. TV 픽업 현상은 시청자가 프로그램 중간 텔레비전 광고 시간대를 이용해 전기제품을 동시에 작동할 때 발생하며, 전국적인 전력 소비량이 동시다발적으로 증가한다. TV의 방송 일정에 따른 이런 갑작스러운 전력 수요 급증은 거의 영국에서만 일어나는 현상이다.
전력망은 이런 수요 급증을 예측하고 적절히 전력을 공급하는 데 상당한 자원을 투입하고 있으며, 영국 국가송배전망에 가해지는 추가 수요는 보통 200~400 MW에 달한다. 이 때 필요한 단기적인 전력 공급은 느리게 작동하는 화석연료 발전소나 원자로의 백업 역할을 하는 양수 발전을 통해 이루어진다. 1990년 7월 14일 1990년 FIFA 월드컵 서독 대 잉글랜드 준결승전이 승부차기로 끝나자 순간적으로 2,800 MW의 수요가 발생하며 영국 사상 최대 규모의 정전이 발생했다. 전력망은 픽업 현상 이외에도 추모식, 에너지 인식의 날 행사 등 순간적으로 전력 수요가 변동하는 시기에 맞춰 대비한다.

## 원인
TV 픽업 현상은 주로 인기 프로그램의 중간 광고 시간에 발생하는데 차나 커피를 끓이기 위해 수백만 개가 넘는 전기포트가 한꺼번에 켜지면서 이 때문에 전력 수요가 급증하여 발생한다. 영국에서 주로 사용하는 전기포트는 2.5 kW에서 3.0 kW를 소모하는 고전력 소모 제품으로 전력망에 매우 높은 순간 수요를 일으킨다. 이런 현상은 개별 텔레비전 프로그램의 시청률이 높은 영국에서 흔히 볼 수 있다. 다양한 텔레비전 방송사와 채널이 들어오면서 TV 픽업 현상은 점차 완화되고 있지만 국가송배전망 운용자에게는 여전히 큰 부담이다.
일반적으로 텔레비전 프로그램 편성 시간대, 요일, 날씨에 영향을 받으나 하루 중 텔레비전 시청으로 인한 에너지 수요가 크게 증가하는 시간대가 몇 차례 존재한다. 하루 중 전력 수요가 가장 높은 시간대는 보통 여러 인기 프로그램이 끝나거나 광고 시간으로 넘어가는 오후 9시이다. 가장 인기 있는 프로그램, 즉 TV 픽업 현상을 가장 크게 일으키는 프로그램은 연속극, 스포츠 중계, 리얼리티 방송이다. 일반적인 TV 픽업 현상으로 발생하는 추가 전력 수요는 200~400 MW이며, 인기 있는 장편 연속극의 경우에는 700~800 MW를 유발한다.

## 대응
전력 공급량과 비교할 수 없을 정도로 수요가 갑자기 폭증하면 전력 계통의 전체적인 상용 주파수가 급감한다. 또한 국부적으로 무효 전력 흐름이 갑작스럽게 변해 전압도 영향을 받을 수 있다.
영국 국가송배전망의 계통운영팀은 적절한 전력 공급을 보장하고 영국의 상용 주파수인 49.5~50.5 Hz가 보장되도록 노력한다. 계통운영팀은 전력 수요에 대비하기 위해 현재와 지난 5년간의 비슷한 기간을 비교해 차후 수요를 예측하는 컴퓨터 프로그램을 실행하고 인기 프로그램의 시청률을 예측하기 위해 텔레비전 편성표와 각 프로그램의 인기를 연구, 분석한다. 또한 전력 계통 관련 종사자는 갑작스러운 수요 증가를 유발할 수 있는 인기 연속극의 줄거리를 잘 알고 있어야 한다. 덕분에 전력 계통 종사자는 어떤 텔레비전 프로그램이 인기가 많은지, 고객들의 방송 프로그램 선택에 대해 잘 알고 있으며 2013년 영국 전력회사 측은 "《Deal or No Deal》의 TV 픽업 유발률이 매우 높다. 이는 매우 슬픈 일이지 않나요?"라고 말하기도 했다.
테니스 경기와 같은 스포츠 중계는 언제 끝날지 알 수 없기 때문에 전력 수요 예측을 하기 매우 어렵다. 영국 국민의 71%가 펍과 같은 공공장소 대신 집에서 시청하겠다는 조사 결과가 나온 국제 축구 결승전의 경우 매우 심각하다. 계통운영팀은 2010년 FIFA 월드컵에서 잉글랜드 축구 국가대표팀이 4강에 진출할 경우 120만개의 전기포트가 한꺼번에 켜져 약 3,000 MW의 수요가 급증할 것으로 예상했다.

양수 발전소의 기본적인 원리

전력망은 전력을 대량으로 저장할 수 없고, 모든 발전소는 발전을 시작하기 전까지 가동 준비 시간이 오래 걸리기 때문에 가능한 한 정확한 시점의 정확한 수요를 예측하는 것이 중요하다. 계통운영팀은 신속하게 가동되는 "빠른 예비망" 장치로 단기 수요 변동에 대응하고 시간이 오래 걸리는 화석 연료 기반의 "전력 균형 조절 장치"로 백업을 맡는다. 가동에 가장 짧은 시간이 소요되는 발전소는 저수지의 양수 발전소로 전 세계에서 가동 시간이 가장 짧은 디너르비그 발전소의 경우에는 단 12초만에 1,320 MW를 발전 가능하다. 가동 준비 시간이 30분 내외인 화석 연료 발전소와 그보다 더 오래 걸리는 원자력 발전소를 가동하면 양수 발전소를 끄고 물을 다시 올려보낸다. 공급량이 수요를 초과하는 경우 영국과 프랑스가 이어진 HVDC 해협 횡단 해저 케이블을 통해 추가 전력을 보낼 수 있다.

## 사례
영국에 있었던 수요량 순 TV 픽업 현상은 아래와 같다.
| 순간 발생 수요 | 날짜             | 텔레비전 프로그램                                                 |
| -------------- | ---------------- | ----------------------------------------------------------------- |
| 2800 MW        | 1990년 7월 4일   | 1990년 FIFA 월드컵 서독 대 잉글랜드 준결승전 승부차기             |
| 2600 MW        | 1984년 1월 22일  | 《가시나무새》 – 마지막 회                                        |
| 2570 MW        | 2002년 6월 21일  | 2002년 FIFA 월드컵 잉글랜드 대 브라질 8강전                       |
| 2340 MW        | 2002년 6월 12일  | 2002년 FIFA 월드컵 F조 경기 나이지리아 대 잉글랜드전              |
| 2290 MW        | 2001년 4월 5일   | 《이스트엔더스》 – 〈누가 필을 쏘았는가?〉                        |
| 2200 MW        | 1984년 1월 16일  | 《가시나무새》 – 4/5화                                            |
| 2200 MW        | 1989년 7월 20일  | 《가시나무새》                                                    |
| 2200 MW        | 1985년 8월 5일   | 《댈러스》                                                        |
| 2200 MW        | 1991년 4월 28일  | 《5월의 사랑스러운 새싹》                                         |
| 2200 MW        | 1991년 5월 12일  | 《5월의 사랑스러운 새싹》                                         |
| 2200 MW        | 1994년 4월 18일  | 《이스트엔더스》 및 《코로네이션 스트리트》 (2개 프로그램 영향)   |
| 2110 MW        | 2003년 11월 22일 | 2003년 럭비 월드컵 잉글랜드 대 오스트레일리아 결승전              |
| 2100 MW        | 1998년 6월 30일  | 1998년 FIFA 월드컵 아르헨티나 대 잉글랜드 16강전 하프타임         |
| 2100 MW        | 1986년 2월 19일  | 《콜비스》                                                        |
| 2010 MW        | 2002년 4월 7일   | 《코로네이션 스트리트》                                           |
| 2000 MW        | 1991년 4월 1일   | 《코로네이션 스트리트》                                           |
| 2000 MW        | 1990년 7월 3일   | 1990년 FIFA 월드컵 아르헨티나 대 이탈리아 준결승전                |
| 2000 MW        | 1984년 4월 2일   | 《코로네이션 스트리트》 및 《블루 썬더》 (2개 프로그램 영향)      |
| 1960 MW        | 2006년 7월 1일   | 2006년 FIFA 월드컵 잉글랜드 대 포르투갈 8강전                     |
| 1900 MW        | 1994년 4월 5일   | 《이스트엔더스》                                                  |
| 1830 MW        | 2006년 6월 20일  | 2006년 FIFA 월드컵 B조 스웨덴 대 잉글랜드 경기                    |
| 1820 MW        | 1999년 4월 21일  | 1999년 UEFA 챔피언스리그 유벤투스 대 맨체스터 유나이티드 준결승전 |
| 1820 MW        | 2002년 6월 21일  | 2002년 FIFA 월드컵 잉글랜드 대 브라질 8강전                       |
| 1800 MW        | 1981년 7월 29일  | 찰스 왕자와 다이아나 스펜서의 결혼식                              |
| 1800 MW        | 1992년 9월 2일   | 《코로네이션 스트리트》                                           |
| 1800 MW        | 1992년 9월 3일   | 《이스트엔더스》                                                  |
| 1800 MW        | 1992년 9월 7일   | 《코로네이션 스트리트》                                           |
| 1800 MW        | 2021년 7월 11일  | UEFA 유로 2020 잉글랜드 대 이탈리아 결승전                        |
| 1700 MW        | 2006년 6월 25일  | 2006년 FIFA 월드컵 잉글랜드 대 에콰도르 16강전                    |
| 1600 MW        | 2011년 4월 29일  | 윌리엄 왕자와 캐서린 미들턴의 결혼식                              |
| 1400 MW        | 2018년 7월 11일  | 2018년 FIFA 월드컵 크로아티아 대 잉글랜드 준결승전                |
| 1400 MW        | 2018년 7월 7일   | 2018년 FIFA 월드컵 스웨덴 대 잉글랜드 8강전                       |
| 1400 MW        | 2021년 7월 7일   | UEFA 유로 2020 잉글랜드 대 덴마크 준결승전                        |
| 1200 MW        | 2018년 7월 3일   | 2018년 FIFA 월드컵 콜롬비아 대 잉글랜드 16강전                    |
| 1000 MW        | 1995년 11월 20일 | 〈웨일스 공비와의 대담〉                                          |
| 950 MW         | 2020년 4월 16일  | 《간병인을 위한 박수》                                            |
| 700 MW         | 1994년 6월 29일  | 《Charles: The Private Man, the Public Role》                     |

그 외에 텔레비전 프로그램 외에도 국가적인 행사가 전체적인 전력망에 매우 큰 순간 수요를 일으킬 수 있다. 1999년 8월 11일 일식 직후에는 순간적으로 3,000 MW가 넘는 전기 수요가 발생했다. 이는 영국의 전력망이 역사상 겪었던 가장 큰 순간적인 수요 증가 수치였지만 이는 예상된 범위의 수요였고 추가 수요를 메꾸기 위한 충분한 발전소가 준비되었다. 당시 수요 중 약 1,000 MW는 전기포트로 발생한 전통적인 TV 픽업 현상의 수요였고, 나머지 수요는 사람들이 직장으로 복귀하면서 발생한 수치였다.
이와는 반대로 전력망은 반대 효과, 즉 한꺼번에 수요가 갑자기 확 줄어드는 순간에도 대비한다. 대표적으로 영국 전력 회사는 전통적으로 "전력 수요가 확 낮아지는 날"로 박싱 데이를 꼽는다. 2005년 1월 5일 정오에 박싱 데이 쓰나미(2004년 인도양 지진해일) 추모식에서 3분간의 묵념식으로 전력 수요가 일시적으로 1,300 MW 줄어들었다가 이후 갑자기 1,400 MW가 늘어났다. 1997년 9월 6일 다이애나 비의 장례식 당시에는 순간 1,000 MW의 수요가 감소했다.
영국의 매년 영령 기념일 오전 11시에는 규모는 작지만 비슷하게 전력 수요가 급감한다. 이런 추모식으로 발생하는 전원 차단은 낮 시간에 일어나므로 더 많은 전자제품을 사용할 가능성이 높은 밤에 일어나는 전원 차단보다 규모가 더 작다. 또한 영국 국가송배전망 측은 당시 계획되었던 라이브 어스와 플랜츠 에이드 행사 당시 불 끄기 운동에 반대했는데 이는 예측할 수 없는 전력 수요 변동을 일으키고 절약할 수 있는 것보다 더 많은 이산화 탄소를 만들 수 있기 때문이었다. 이 때문에 소등식은 취소되었다.
코로나19 범유행으로 영국의 전국적인 봉쇄 조치가 영국 송배전망에도 큰 영향을 미쳤다. 스트리밍 서비스가 발달하며 전통적인 집회 규모가 줄어들었음에도 여왕과 보리스 존슨의 범유행 선언과 같은 텔레비전 방송은 여전히 수많은 실시간 시청자를 끌어냈다. 2020년 4월 5일 여왕의 연설에서는 연설식이 끝난 후 500~600 MW의 픽업 현상이 일어났다. 또한 주간 "간병인들을 위한 박수" 행사에서도 사람들이 밖으로 나오며 전력 수요가 급감했다가 다시 안으로 돌아오면서 순간 1,000 MW가 넘는 순간 수요가 발생했다. 봉쇄 기간 재택근무와 휴가가 일상화되면서 전체 전력 수요는 평소보다 약 20% 감소했다.

## 같이 보기
- 전력 수요관리
- 영국 국가송배전망
- 영국의 에너지